# Dinajpur
Dinajpur (Bengalisch দিনাজপুর) ist eine Stadt in Bangladesch, die Teil der Division Rangpur ist. Die im Distrikt Dinajpur gelegene Distrikthauptstadt liegt 413 Kilometer von der Landeshauptstadt Dhaka entfernt. Die Stadt ist Teil des Upazila Dinajpur Sadar. Die Einwohnerzahl Dinajpur lag 2011 bei über 190.000.
Die Stadt wurde 1786 gegründet. Die heutige Gemeinde existiert seit 1856.

## Persönlichkeiten
- Litton Das (* 1994), Cricketspieler